# 25727 Karsonmiller
25727 Karsonmiller è un asteroide della fascia principale. Scoperto nel 2000, presenta un'orbita caratterizzata da un semiasse maggiore pari a 2,7659372 UA e da un'eccentricità di 0,0938764, inclinata di 9,42012° rispetto all'eclittica.